# Coert van Ee
Cornelis Jacobus Johannes (Coert) van Ee (Jutphaas, 1 mei 1954 – Nieuwegein, 12 december 2020) was een Nederlandse politicus van het CDA.

## Loopbaan
Coert van Ee was werkzaam in het bedrijfsleven. Hij werkte onder meer voor Getronics en Domino Amjet in Cambridge en Wiesbaden en later in Houten. In 1973 werd hij secretaris van de CHU in Nieuwegein. In 1979 was hij de medeoprichter van het CDA in Nieuwegein en werd hij tevens de eerste secretaris en daarna voorzitter. In 1982 kwam Van Ee in de gemeenteraad van Nieuwegein. Van 1992 tot 1998 was hij voorzitter van het CDA in IJsselstein. In 2002 was Van Ee formateur van College van B&W in Houten. Van maart 2007 tot 2011 was hij lid van de Provinciale Staten van Utrecht voor het CDA.
Per 3 januari 2011 werd Coert van Ee benoemd tot burgemeester van de gemeente Zederik. Hij volgde Frank Koen op die benoemd werd tot burgemeester van Capelle aan den IJssel. Vanaf 14 december 2015 was André Bonthuis de waarnemend burgemeester van Zederik om de van een ernstig auto-ongeval herstellende Van Ee tijdelijk te vervangen. Van Ee heeft zijn werkzaamheden hervat maar is per 1 oktober 2016 gestopt als burgemeester. Vanaf 2016 was Van Ee lid van het Bestuur van Nederlandse Vereniging van Nierpatienten (NVN) en voorzitter van het Rode Kruis in IJsselstein.
Coert van Ee overleed in 2020 op 66-jarige leeftijd.